# Lescheid
Lescheid ist ein Ortsteil der Stadt Hennef (Sieg) im Rhein-Sieg-Kreis in Nordrhein-Westfalen. 

## Lage
Der Ort liegt in einer Höhe von 190 Metern über N.N. auf den Hängen des Westerwaldes. Nachbarorte sind Uckerath im Süden und Hahnenhardt und Beiert im Nordosten.

## Geschichte
Bereits seit 1810 sind in Lescheid 2 Wohnbehausungen nachweisbar. Dieses ehemalige Einzelgehöft hieß in der Folge auch Lorscheid, Leescheid, Lehnscheid und Lescheid.   1910 gab es in Lescheid den Haushalt des Ackerers Peter Arenz und des Peter Siebigteroth (Ackerer).
Bis zum 1. August 1969 gehörte Lescheid zur Gemeinde Uckerath, im Rahmen der kommunalen Neugliederung des Raumes Bonn wurde Uckerath, damit auch der Ort Lescheid, der damals neuen amtsfreien Gemeinde „Hennef (Sieg)“ zugeordnet.